# Alona Tal
Alona Tal (Herzliya, 20 oktober 1983) is een Israëlische actrice.

## Biografie
Tal begon haar carrière in Israël. Later verhuisde ze naar New York. In 2004 speelde ze haar eerste rol in een Amerikaanse serie. Ze acteerde in 10 afleveringen van Veronica Mars. In 2008 speelde ze een hoofdrol in de film College. In 2013 had ze een kleine rol in Broken City met Russell Crowe en Mark Wahlberg. Tal speelde gastrollen in tv-series zoals Ghost Whisperer en The Mentalist. Ook speelde ze een rol in de Amerikaanse tv-serie Supernatural en de Frans-Israëlische miniserie The Spy uit 2019.
- International Standard Name Identifier: 0000 0001 1261 8746
- Library of Congress Control Number: no2011014772
- Virtual International Authority File: 164168358
- WorldCat: E39PBJcKQ9RDT4fmpVWygxxVYP